# A Romance of the Western Hills
A Romance of the Western Hills é um filme mudo de curta metragem estadunidense, do gênero dramático, lançado em 1910, foi dirigido por D. W. Griffith e estrelado pelas atrizes Mary Pickford e Blanche Sweet.

## Elenco
- Mary Pickford
- Alfred Paget
- Arthur V. Johnson
- Kate Bruce
- Dell Henderson
- Blanche Sweet
- Charles West
- Dorothy West
- Kathlyn Williams